# Wasserburg am Inn
Wasserburg am Inn là một thị trấn ở huyện Rosenheim ở vùng Oberbayern, Đức, cách thủ đô tiểu bang München khoảng 55 km về phía đông.

## Địa lý
Wasserburg am Inn có một vị trí địa lý đặc biệt: Thành phố cổ nằm trong một bán đảo chung quanh là dòng sông Inn, chỉ có thể vào qua một đoạn đất hẹp.

## Hình ảnh về Wasserburg

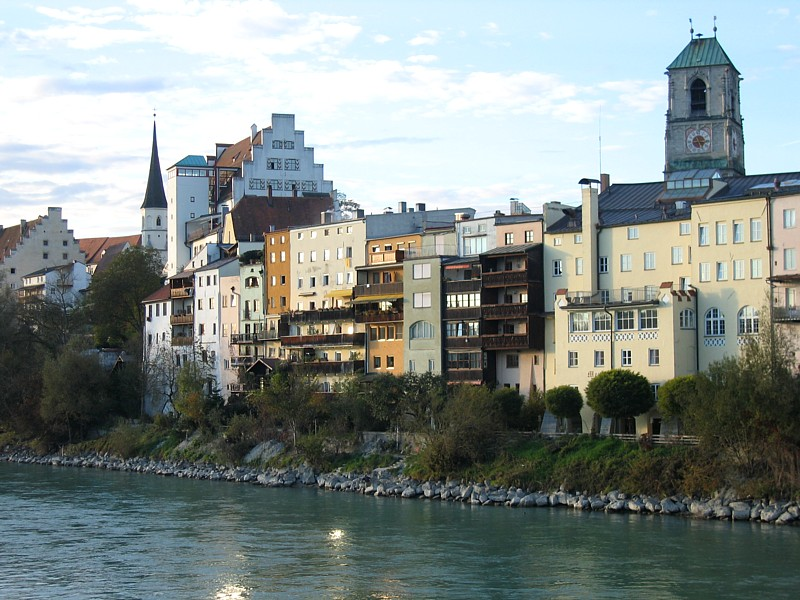
Mặt trước sông Inn và Lâu đài
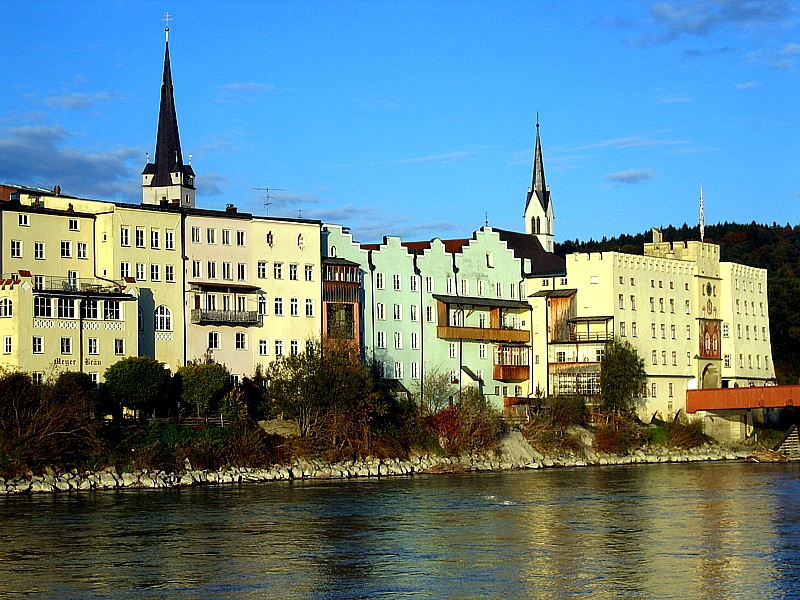
Mặt trước sông Inn và Brucktor
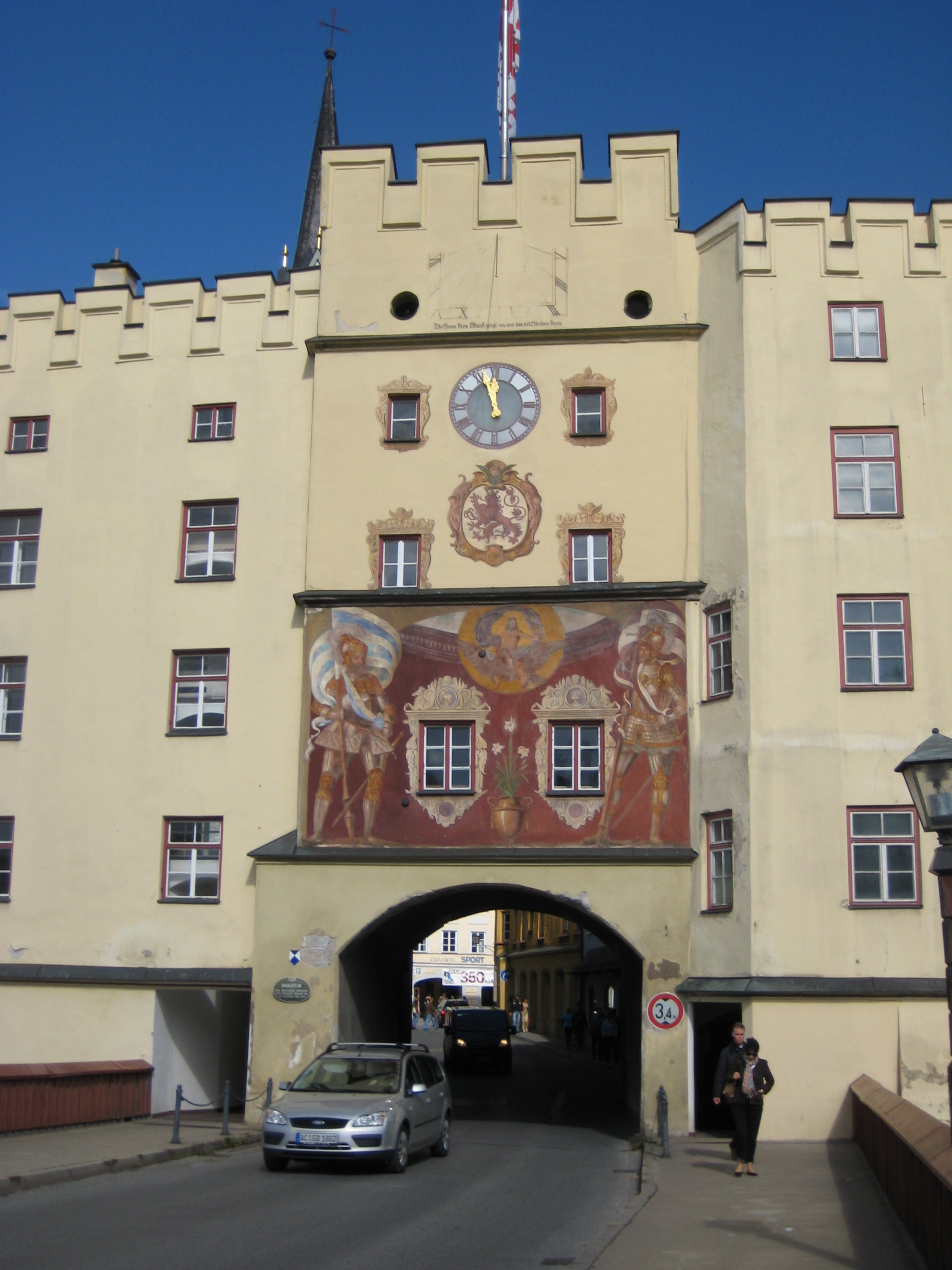
Brucktor (nhìn từ cầu Innbrücke)
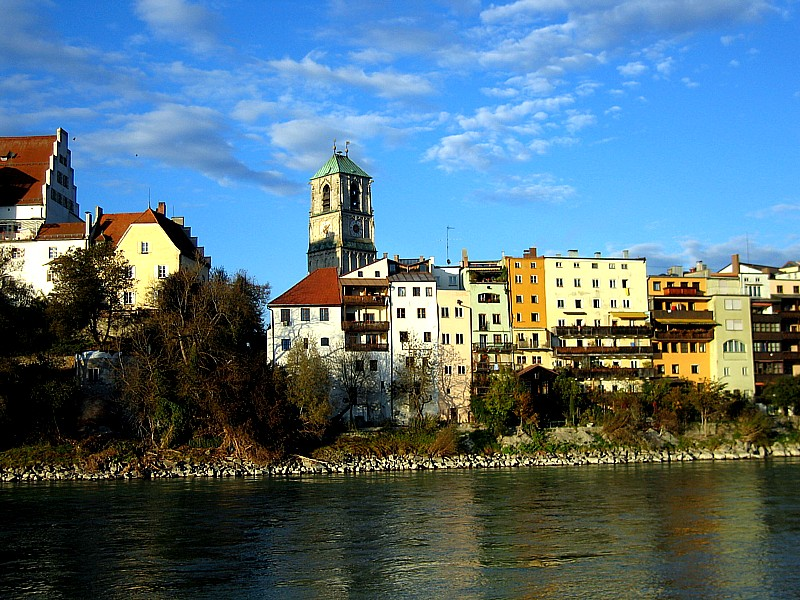
Mặt trước sông Inn và St. Jakob
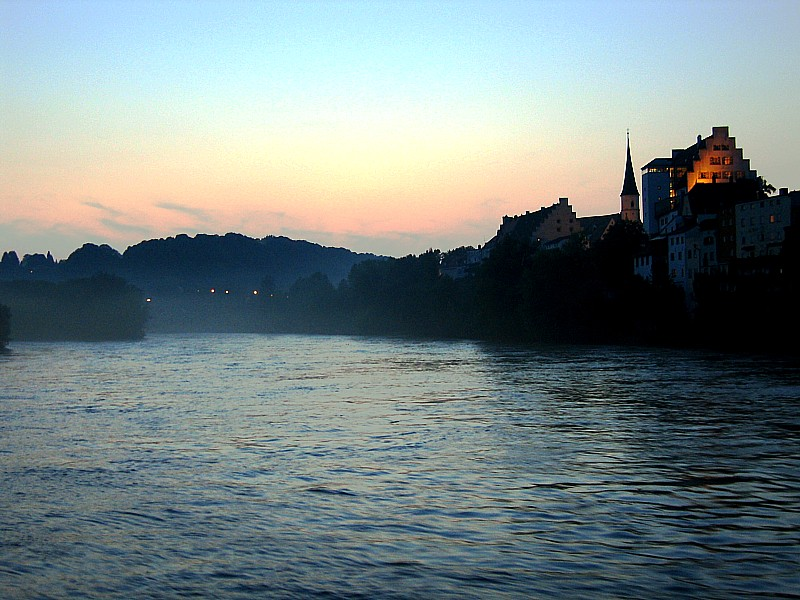
Inn và Lâu đài
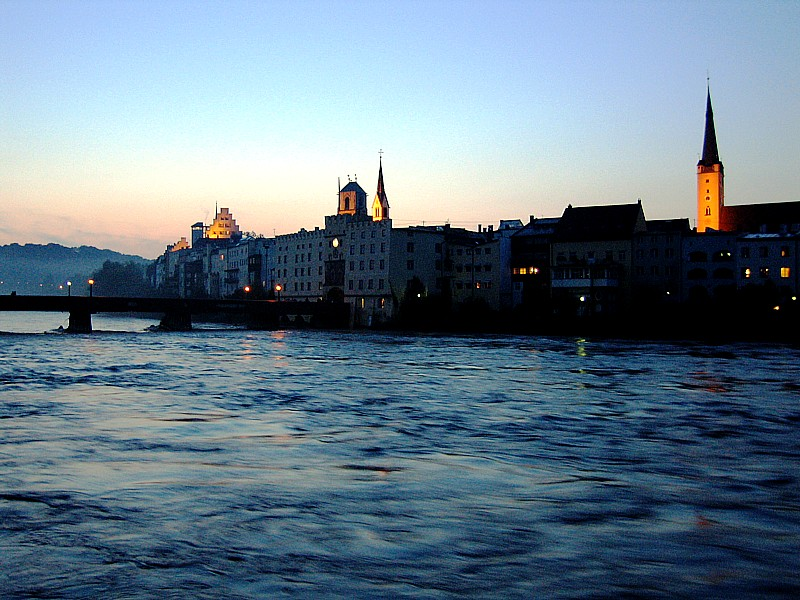
Innbrücke và Mặt trước sông Inn
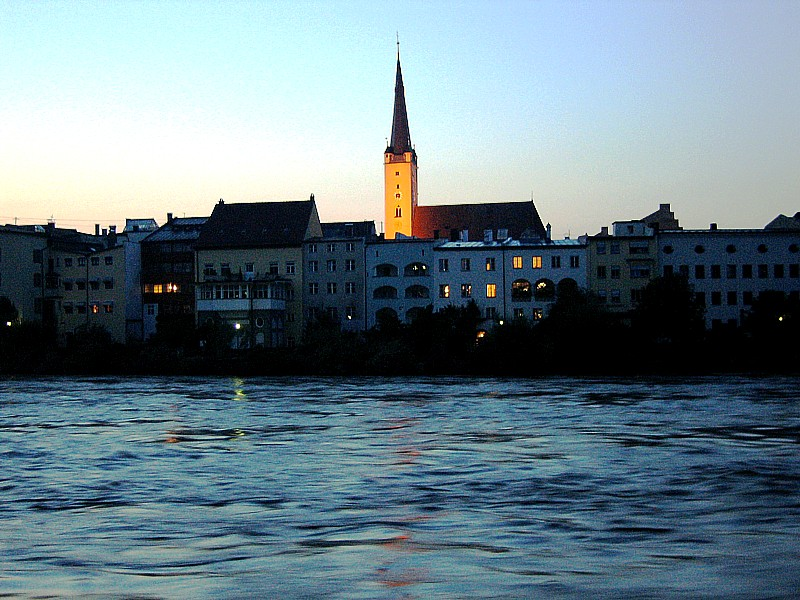
Inn và Frauenkirche
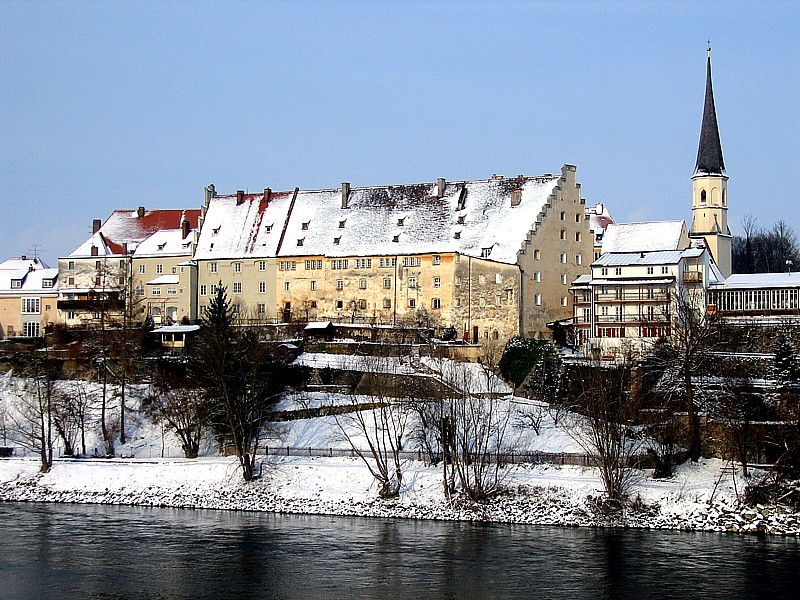
Lâu đài và Burgkirche
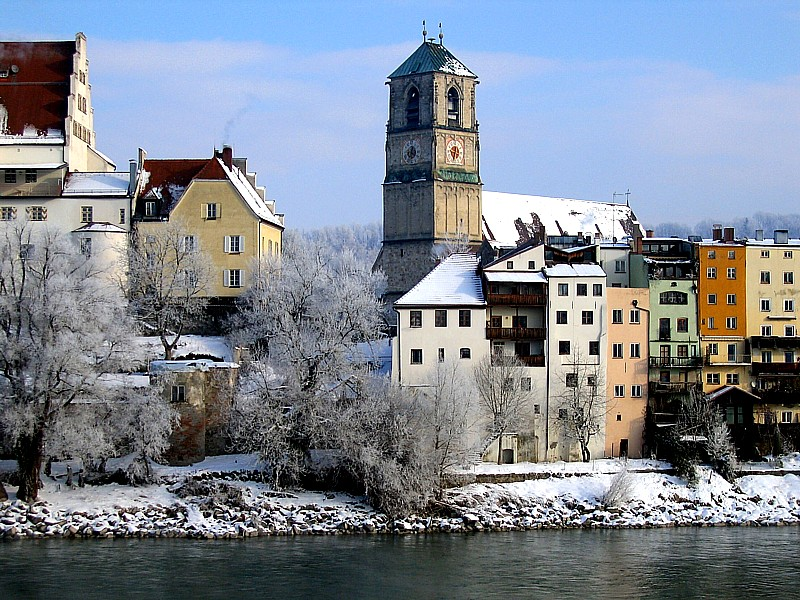
St. Jakob
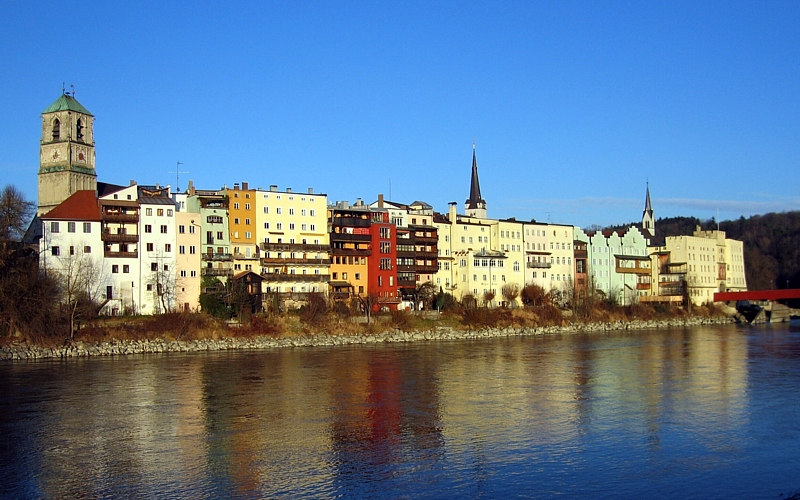
St. Jakob và Mặt trước sông Inn
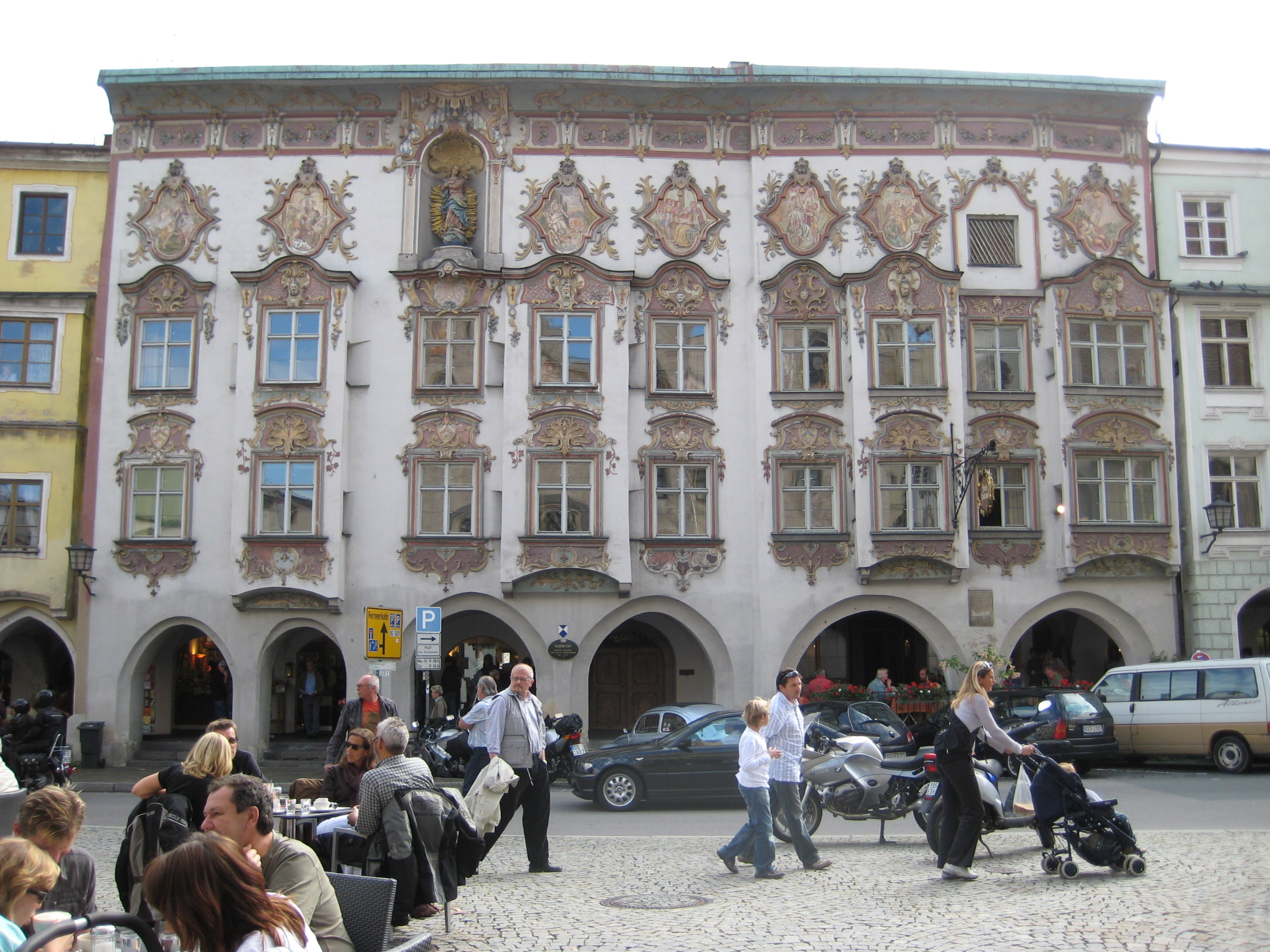
Kernhaus (Mặt trước)
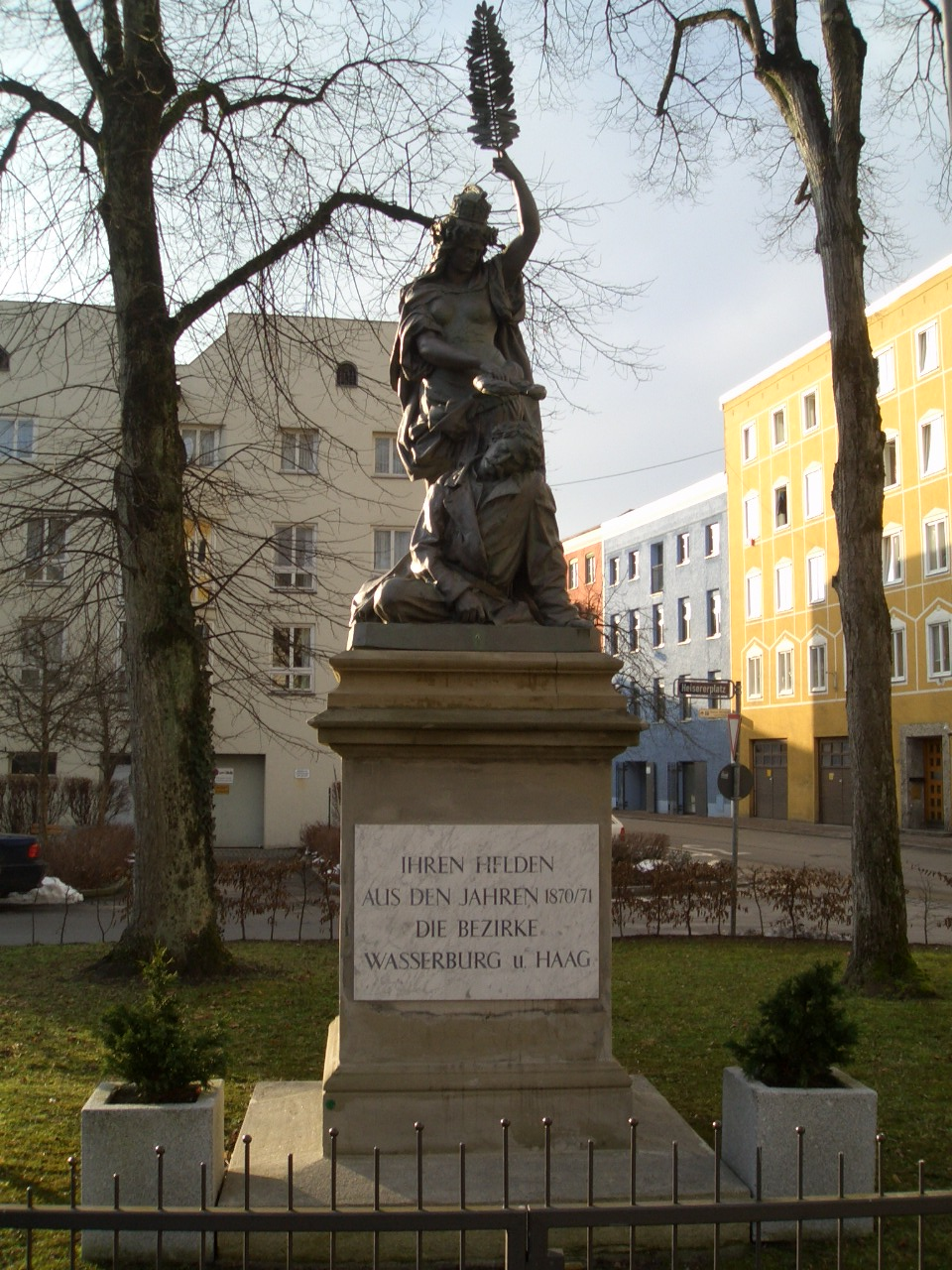
Đài tưởng niệm các liệt sĩ 1870/71, điêu khắc gia: Theodor Haf (1876)

### Danh lam thắng cảnh
Thành phố cổ thời Trung cổ của Wasserburg am Inn thì hầu như vẫn còn giữ được nguyên vẹn và như là một toàn thể rất đáng được tới xem.
Một số kiến trúc nổi bật trong thành phố cổ là:
- Cầu Đỏ (Rote Brücke hay Innbrücke)
- Cổng Brucktor (Trước đó đây là con đường Salzstraße cũ dẫn vào thành pố cổ, nhiều lần được xây lại, hình vẽ trên tường đối diện với sông Inn có từ năm 1568)

....